# Roztoka (okres Mukačevo)
Roztoka, ukrajinsky Розтока, maďarsky Alsóhatárszeg, je obec ve ždenijevské územní komunitě. Leží v okrese Mukačevo Zakarpatské oblasti Ukrajiny. V roce 2025 žilo v Roztoce 483 obyvatel; v celé obci žilo 1264 obyvatel.

## Místní části
- Roztoka
  - Fjuzer, ukrajinsky Фюзер
  - Verchnja Rostoka, ukrajinsky Верхня Ростока
  - Nyžnja Rostoka, ukrajinsky Нижня Ростока
- Kičernyj
- Perechresnyj[1]

## Historie
Do uzavření Trianonské smlouvy byla obec součástí Uherska, poté byla součástí Československa.  Od roku 1945 byla obec součástí Ukrajinské sovětské socialistické republiky, která byla součástí SSSR, a nakonec od roku 1991 je součástí samostatné Ukrajiny.